# Rama (langue)
Pour les articles homonymes, voir Rama.
Le rama est une langue amérindienne parlée par les Ramas, un peuple du Nicaragua.

## Classification

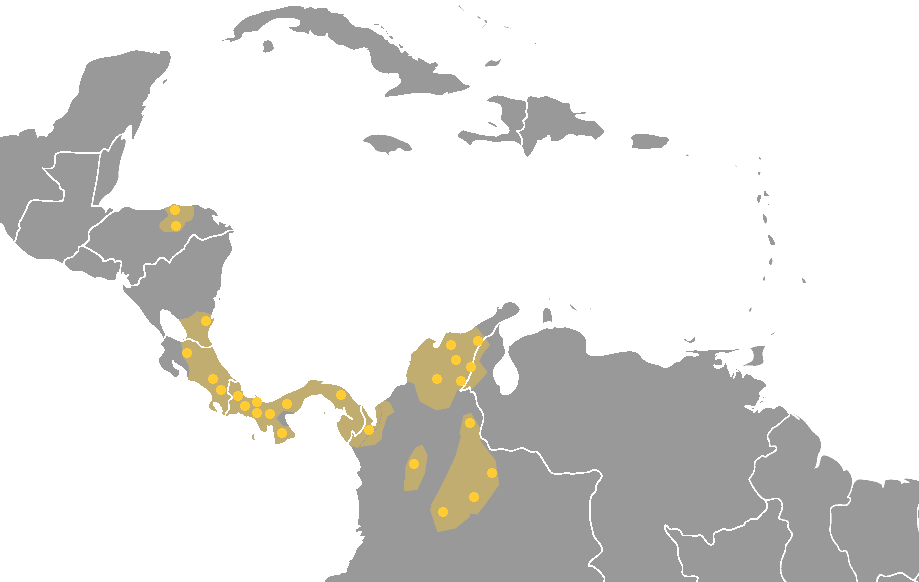
Sur cette carte des langues chibchanes, le rama est le point les plus au nord de la bande continue qui s'étend sur tout le sud de l'Amérique centrale (les points isolés plus au nord représentent le paya du Honduras).

Le rama appartient à la famille des langues chibchanes, parlées dans le sud de l'Amérique centrale et le nord de l'Amérique du Sud, du Honduras à la frontière entre la Colombie et le Venezuela. Au sein de cette famille, le rama forme avec le maléku parlé au Costa Rica la branche des langues votiques.

## Histoire
Le rama est la langue du peuple rama, peuple autochtone du Nicaragua largement soumis et méprisé par les autres peuples de la côte atlantique, notamment les Mosquitos. Ils abandonnent en grand nombre leur langue au tournant du XXe siècle sous l'influence des missionnaires des Frères moraves et adoptent la langue véhiculaire de la région, le créole de la côte des Mosquitos. Ce créole à base lexicale anglaise devient la langue maternelle de presque tous les Ramas, qui pratiquent peu l'espagnol, langue officielle du Nicaragua.
En 1985, le représentant des Ramas, Rufino, exprime au gouvernement nicaraguayen son désir de sauvegarder la langue de son peuple. Cette demande coïncide avec la volonté des dirigeants sandinistes d'accorder une autonomie accrue aux peuples de la côte atlantique du pays (Mosquitos, Sumos, Ramas et créoles) qui sont venus grossir les rangs des Contras pendant la guerre civile. Un projet de revitalisation (le Rama Language Project ou RLP) est mis sur pied et dirigé par la linguiste française Colette Grinevald.

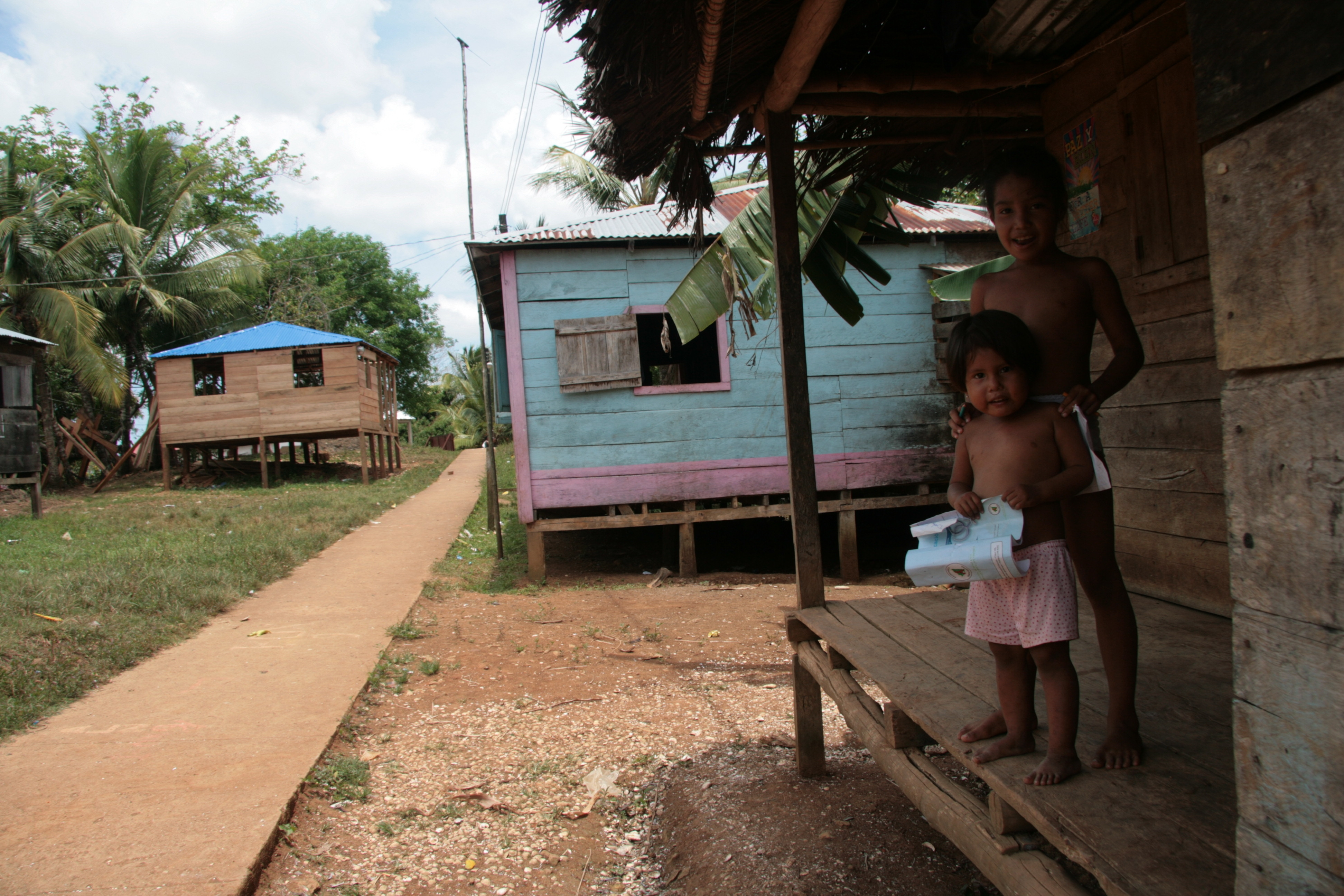
Des enfants ramas à Cayo Rama.

Ce projet se heurte au début à de nombreuses difficultés. La majeure partie des Ramas vivent sur l'île de Cayo Rama, mais ils font preuve d'un fort dédain à l'égard de la langue rama, qu'ils appellent « la langue des tigres » et considèrent comme un idiome primitif parlé par des sauvages. La plupart des derniers locuteurs natifs résident plutôt sur le continent, dans des villages situés au sud du lagon de Bluefields, près de la frontière costaricaine.
La première étape du programme de sauvegarde consiste à documenter la langue, ce à quoi Grinevald s'attache avec l'aide de deux locuteurs, dont l'une, Eleonora Rigby (surnommée « Miss Nora »), joue par la suite un rôle crucial dans le développement du RLP, au-delà de sa position comme source d'informations sur une langue qu'elle a apprise vers l'âge de 10 ans. Malgré l'hostilité des habitants de Cayo Rama, elle organise des réunions publiques pour sensibiliser les Ramas à la valeur de leur langue et se charge de l'enseigner aux très jeunes enfants jusqu'à sa mort, en 2001. La bibliothèque de l'université URACCAN a été baptisée bibliothèque Nora Rigby en son honneur en 2008.
En 2003, les Ramas obtiennent la création d'une entité politique propre, le Gobierno Territorial Rama-Kriol (GTR-K), qui administre un territoire de 4 068,493 km2 dans le sud-est du Nicaragua. Grâce à ses compétences dans le domaine de l'éducation et de la culture, le GTR-K est en mesure d'encourager l'enseignement du rama au primaire comme au secondaire. Les recherches de Bénédicte Pivot suggèrent que les Ramas se sont réappropriés leur langue grâce à ces entreprises de revitalisation et de revalorisation, et qu'ils ne la considèrent plus comme une chose honteuse ou méprisable, notamment les plus jeunes.

## Phonologie

### Voyelles
L'inventaire vocalique du rama se compose principalement de la voyelle ouverte /a/ et des voyelles fermées /i/ et /u/. Les voyelles moyennes /e/ et /o/ sont également attestées, mais presque exclusivement dans des emprunts à d'autres langues.
|         | Antérieure | Centrale | Postérieure |
| ------- | ---------- | -------- | ----------- |
| Fermée  | i          |          | u           |
| Moyenne | e          |          | o           |
| Ouverte | a          |          |             |

Toutes ces voyelles peuvent être brèves ou longues. À l'écrit, les voyelles longues sont représentées par le doublement du graphème : /aː/ s'écrit <aa>, /iː/ <ii>, et ainsi de suite.

### Consonnes
L'inventaire consonantique du rama se compose des consonnes suivantes :
|                  | Labiale | Alvéolaire | Palatale | Vélaire | Labio-vélaire | Glottale |
| ---------------- | ------- | ---------- | -------- | ------- | ------------- | -------- |
| Occlusive sourde | p       | t          |          | k       | kʷ            |          |
| Occlusive sonore | b       | d          |          | g       |               |          |
| Fricative        |         | s          |          |         |               | h        |
| Nasale           | m       | n          |          | ŋ       | ŋʷ            |          |
| Liquide          |         | l, r       |          |         |               |          |
| Semi-voyelle     |         |            | j        |         | w             |          |

La phonologie du rama est marquée par un grand nombre de groupes consonantiques tels que /ps/, /pn/, /ph/, /tk/, /ml/, /nk/ ou /skw/. Ces groupes sont souvent le résultat de l'élision d'une voyelle intermédiaire non accentuée.

## Grammaire

### Le nom
Les noms ne marquent généralement pas le nombre. Le suffixe -dut ou -lut, qui dénote le pluriel, est attesté le plus souvent, mais pas exclusivement, avec les noms faisant référence à des êtres humains : kumaadut ou kumaalut « femmes ».
Il n'existe pas d'articles en rama et les noms ne sont pas déterminés la plupart du temps. Des déterminants démonstratifs peuvent précéder le nom : ning nguu « cette maison-ci », naming tausung « ce chien-là ». En revanche, les quantifieurs suivent le nom : puus puksak « deux chats », tamaaski ui « chaque matin ».  L'adjectif épithète se place de la même manière après le nom qu'il qualifie : nguu taara « grande maison ».
Les relations de possession peuvent être exprimées de deux manières. Il est possible de simplement juxtaposer le possesseur et le possédé. Il est également possible d'insérer la postposition génitive aing après le possesseur. Il existe également deux façons d'exprimer la possession de manière pronominale : soit à travers un préfixe, soit à travers un déterminant séparé qui précède le nom. Le préfixe est utilisé pour les relations inaliénables, comme les parties du corps ou les caractéristiques. Le déterminant séparé est formé en greffant le préfixe sur la base aing et sert pour les autres relations, y compris les liens de parenté. Il peut également être utilisé comme pronom possessif.

### Les pronoms
Les pronoms personnels existent sous deux formes, un préfixe et une forme libre.
| Personne  | Forme libre | Préfixe                                   |
| --------- | ----------- | ----------------------------------------- |
| 1re sing. | naas, na    | n-                                        |
| 2e sing.  | maa         | m-                                        |
| 3e sing.  | yaing       | i- (devant consonne), y- (devant voyelle) |
| 1re pl.   | nsut        | nsu-                                      |
| 2e pl.    | mlut        | m- -lut (préfixe et suffixe)              |
| 3e pl.    | anut        | an-                                       |

Les formes libres sont couramment employées en fonction de sujet. Elles peuvent aussi servir de complément à une postposition.
Le sujet peut également être exprimé par un préfixe. Quand le sujet est exprimé par un pronom libre, le préfixe n'est pas repris. En revanche, quand le sujet est constitué par un groupe nominal, il arrive qu'il soit dupliqué à l'aide du préfixe.
L'objet du verbe peut être exprimé avec la postposition aa. Au singulier, elle se construit avec la forme préfixe des pronoms personnels : naa, maa, yaa. En revanche, au pluriel, elle se construit avec la forme libre : nsula, mlula, anula. Il est courant que l'objet à la troisième personne d'un verbe transitif ne soit pas du tout exprimé.
Les pronoms démonstratifs sont identiques aux déterminants démonstratifs : ning « ceci » et naming « cela ».
Les deux pronoms interrogatifs sont niku « que » et taa « qui ».

### Les postpositions
Les postpositions du rama jouent un rôle similaire aux prépositions en français, même si elles se placent après leur complément et non avant. Les syntagmes postpositionnels peuvent être placés avant ou après le verbe. Selon leur position par rapport au verbe, certaines postpositions peuvent changer de forme, la forme courte étant utilisée avant le verbe et la forme longue après.
Les postpositions de base sont les suivantes :
| Forme longue | Forme courte | Signification                            |
| ------------ | ------------ | ---------------------------------------- |
| aak          | aa           | datif (objet)                            |
| aing         | aing         | génitif, bénéfactif, attributif (« de ») |
| bang         | ba           | but, objectif (« pour », « vers »)       |
| isii         | isii         | comparaison (« comme »)                  |
| kama         | kama         | bénéfactif (« pour »)                    |
| kang         | (i)ka        | ablatif, source (« depuis », « de »)     |
| ki           | ki           | locatif (« dans », « en », « à »)        |
| king         | ki           | bénéfactif (« pour »)                    |
| su           | su           | locatif (« sur », « à »)                 |
| u            | u            | comitatif, instrumental (« avec »)       |

Des postpositions complexes peuvent être formées à partir d'éléments lexicaux auxquels est suffixée une postposition simple, comme psutki « à l'intérieur de » ou karka « sorti de ».

### Le verbe
La conjugaison du verbe est fondée sur la base verbale, à laquelle peut s'ajoindre un sujet préfixé et un suffixe indiquant soit le temps et le mode, soit une relation de subordination.
Les suffixes de temps et de mode sont les suivants :
- -i (présent)
- -u (passé)
- -ut (futur ou irrealis)

Les modes impératif et habituel sont exprimés sans suffixe.
Les suffixes de subordination sont les suivants :
- -bang « afin de, de sorte que »
- -ka « quand, si »
- -kama « afin de, de sorte que »
- -kata « si »
- -su « sur quoi, en conséquence de quoi »

Ces suffixes constituent la méthode fondamentale pour exprimer la subordination en rama. Ils ne s'ajoutent pas aux suffixes de temps et de mode, mais les remplacent, ce qui rapproche les syntagmes obtenus des propositions subordonnées existant en anglais, même si la personne y reste exprimée par le biais du préfixe.

### La phrase
Le rama est une langue SOV : dans les propositions principales, l'ordre habituel des éléments constitutifs de la phrase est sujet-objet-verbe lorsque le sujet et l'objet sont exprimés par des syntagmes nominaux.
La négation est formée en ajoutant taama après le verbe. Il est également possible d'utiliser la particule aa, au placement moins fixe.